# The Night Has a Thousand Eyes
The Night Has a Thousand Eyes är en populär sång skriven av Benjamin Weisman, Dorothy Wayne och Marilynn Garrett. Den har gjorts känd genom Bobby Vee, utgiven på singel i december 1962, och hans musikalbum med samma namn, The Night Has a Thousand Eyes, utgivet år 1963 på Liberty Records. Låten nådde en tredjeplats på Billboard Hot 100, en andraplats på The Billboard Easy Listening Chart, och en niondeplacering på R&B Singles Chart.
Låten framförs av Anita Kelsey 1998 i filmen Dark City, dock i en version med ett långsammare tempo än i originalutförandet.

### Fotnoter
1. ↑  ”The Night Has a Thousand Eyes by Bobby Vee with The Johnny Mann Singers” (på engelska). Second Hand Songs. 12 mars 1998. https://secondhandsongs.com/performance/4787. Läst 25 september 2016.